# Shelter Records

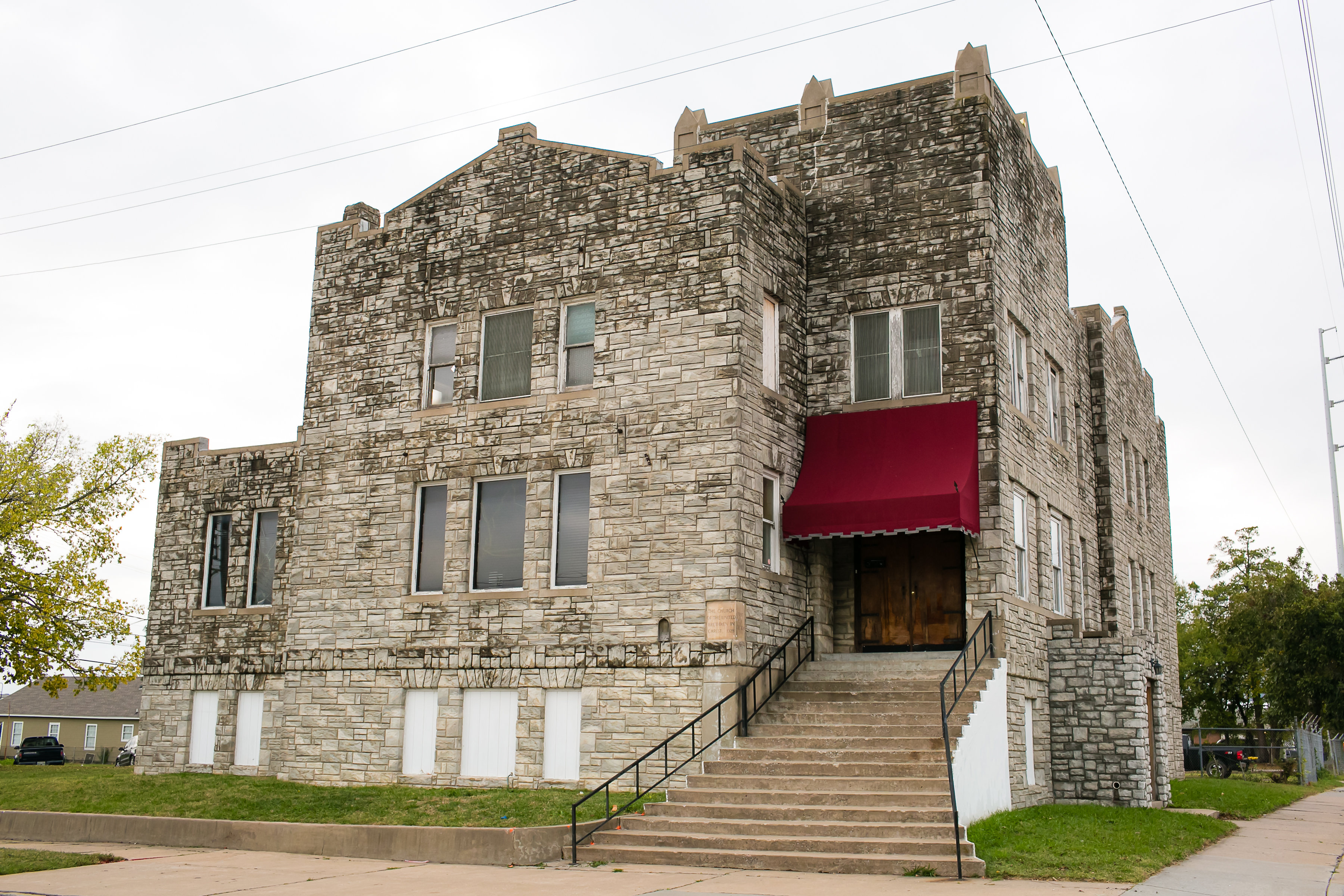
O histórico The Church Studios que abrigava a Shelter Records.

Shelter Records foi uma gravadora dos Estados Unidos que começou por Leon Russell e Denny Cordell que operou de 1969 a 1981. A empresa estabeleceu escritórios em  Los Angeles e Tulsa, cidade natal de Russell, onde procurou promover uma "atmosfera oficina" com uma gravação estúdio em uma igreja convertida, casas adjacentes para artistas que trabalham no estúdio e outras instalações. O estúdio de gravação de Tulsa estava localizado no histórico The Church Studio. Russell permaneceu na Shelter até 1976, quando ele e Cordell se desentenderam. Em um acordo, Cordell se tornou o único proprietário da gravadora, enquanto Russell saiu para iniciar sua própria gravadora, a Paradise Records.
Além de Russell, a gravadora assinou outros talentos, como os artistas de Tulsa Sound, JJ Cale, Dwight Twilley Band e Gap Band, além de Alan Gerber, Jesse Barish (de Jesse, Wolff e Whings), Don Nix, Freddie King, Tom Petty and the Heartbreakers, Phoebe Snow, Richard Torrance e Eureka, Willis Alan Ramsey e a Grease Band.
A Shelter Records também lançou "Duppy Conqueror", o primeiro single americano do artista de reggae Bob Marley.

## Histórico de distribuição
A Shelter Records foi originalmente distribuída pela Blue Thumb Records, mas depois foi distribuída pela Capitol / EMI de 1970 a 1973. Durante esse período, o logotipo ficou vermelho com um ovo no topo e um logotipo do Super-Homem invertido. Esse logotipo agradou a DC Comics, que processou a Shelter por violação de marca registrada. Shelter então apagou o logotipo do Superman em lançamentos subsequentes até que o acordo de distribuição se esgotou com o Capitol / EMI. Posteriormente, o logotipo da Shelter foi substituído por um ovo com um "S" rabiscado à mão. 
De 1974 a 1975 (com uma etiqueta amarelada e seu novo logotipo), o Shelter foi distribuído pela MCA Records. Depois de 1975 a 1977, a gravadora foi distribuída pela ABC Records (a primeira gravadora era amarela; a segunda era laranja-avermelhada com o ovo Shelter dentro de um anel no estilo Saturno com um crescente homem-da-lua no fundo do rótulo). Em 1977, Shelter transferiu a distribuição para Arista (principalmente para a Dwight Twilley Band), mas os direitos de Tom Petty e JJ Cale foram mantidos pela ABC. Shelter continuou como um selo ativo até 1979, quando a ABC foi vendida para a MCA. A MCA lançou mais um álbum usando a gravadora Shelter (um álbum da JJ Cale), e todas as gravações restantes da Shelter realizadas pela ABC foram colocadas em outra subsidiária da MCA intitulada Backstreet Records. O acordo Shelter / Arista foi encerrado em 1981, que foi o fim efetivo da Shelter Records. Logo após o fim da gravadora, o catálogo foi adquirido pela Dunhill Compact Classics (mais tarde conhecida como DCC), que reeditou vários LPs e compilações do catálogo Shelter. O DCC (que emitiu principalmente CDs de compilação licenciados principalmente por outras gravadoras, muitos remasterizados pelo respeitado engenheiro de gravação Steve Hoffman) mais tarde saiu do negócio. 
Durante 1993, o catálogo da Shelter foi comprado pela Capitol / EMI, e sua impressão The Right Stuff reeditou muitos títulos (exceto os álbuns Tom Petty e JJ Cale, pois os álbuns Tom Petty da Shelter são controlados pela propriedade de Petty e atualmente distribuídos pela Rhino, de propriedade do Warner Music Group, também proprietários da antiga gravadora de Petty, Reprise Records, e os álbuns do JJ Cale Shelter são controlados pelo Universal Music Group, o sucessor da MCA).
No Reino Unido, os discos do selo Shelter foram distribuídos pela Island Records no final dos anos 70. 